# Park Way
El Park Way o Avenida 24 está situada en el barrio La Soledad de la localidad de Teusaquillo, centro de Bogotá. Fue diseñada como un jardín entre las calles 45 y 36. Varios de sus aspectos se desarrollaron con base en las indicaciones del urbanista Karl Brunner.

## Características

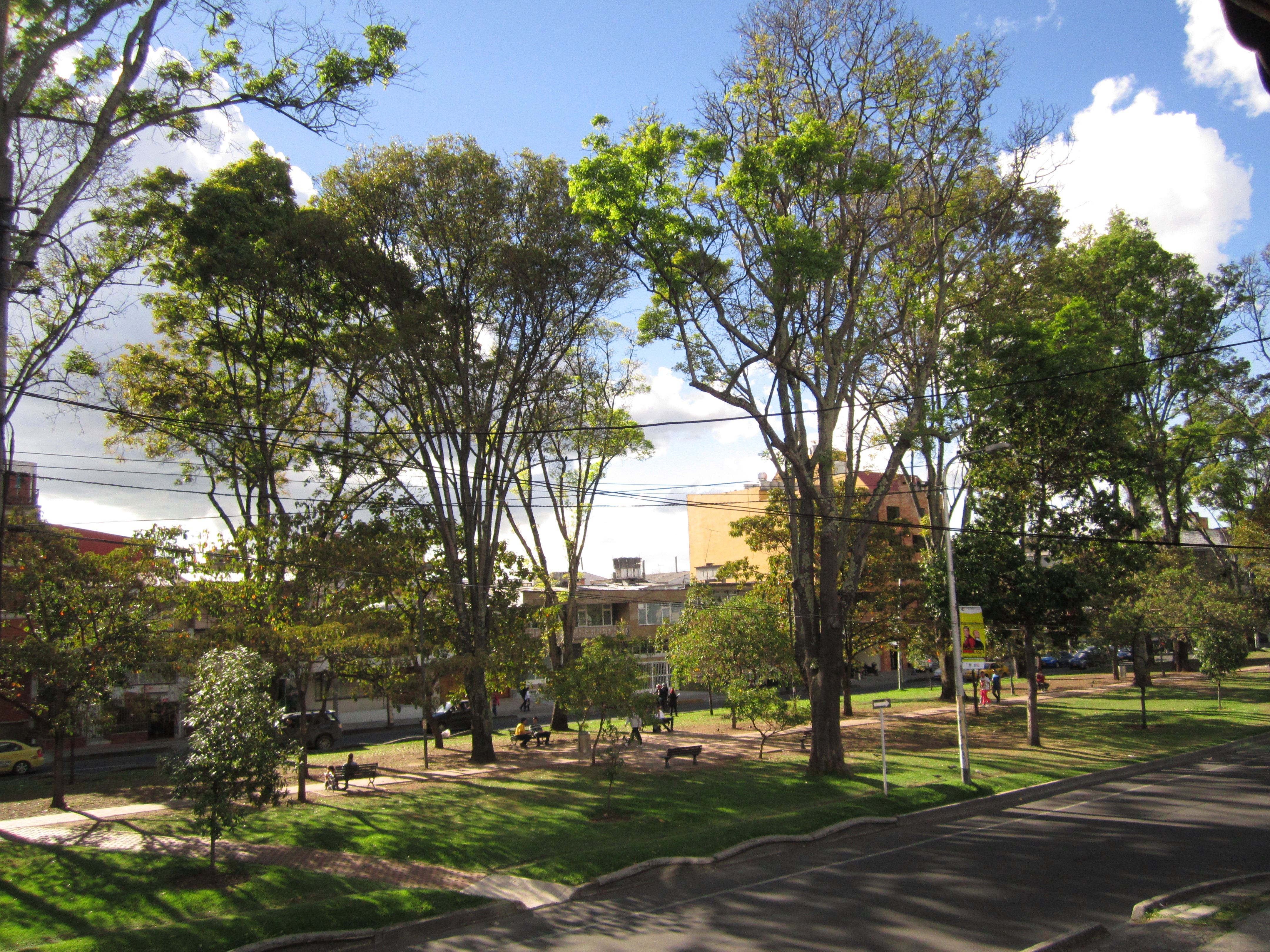
Park Way de Bogotá.

El Park Way es una avenida construida en el año 1950 en el barrio La Soledad con base en las teorías de beautiful city, el cual alberga entre sus dos calzadas una gran zona verde que sirve como parque lineal. En términos urbanísticos es una expresión de los principios sociales y políticos de la posguerra, cuando se sigue el modelo estadounidense como paradigma de desarrollo urbano.
El Park Way se extiende por una avenida con ciclorrutas a sus costados que es separada por 30 metros de zonas verdes sembradas en los años 50 de cerca de 960 metros de extensión. Las especies de flora más abundante son los urapanes y cipreses de más de 20 m de altura, así como otras nativas de menor tamaño.
El Park Way o Parway es el primer Bulevar de Bogotá y se realizan eventos culturales como el de «La Noche Blanca» a finales de año. Hace parte de las rutas turísticas del distrito. Se encuentran centros culturales en el área con el teatro Casa Ensamble de la actriz Alejandra Borrero, así como el teatro Arlequín y otros en calles cercanas. El sector es reconocido por albergar cafés, bares y recientemente franquicias de comidas rápidas.
Lo cierra por el oriente el monumento al almirante José Prudencio Padilla, que se usa para eventos públicos culturales.

## Lugares de Interés
- Parroquia San Alfonso María de Ligorio - Señor de los Milagros.